# Johann Gottlieb Friedrich Schrader

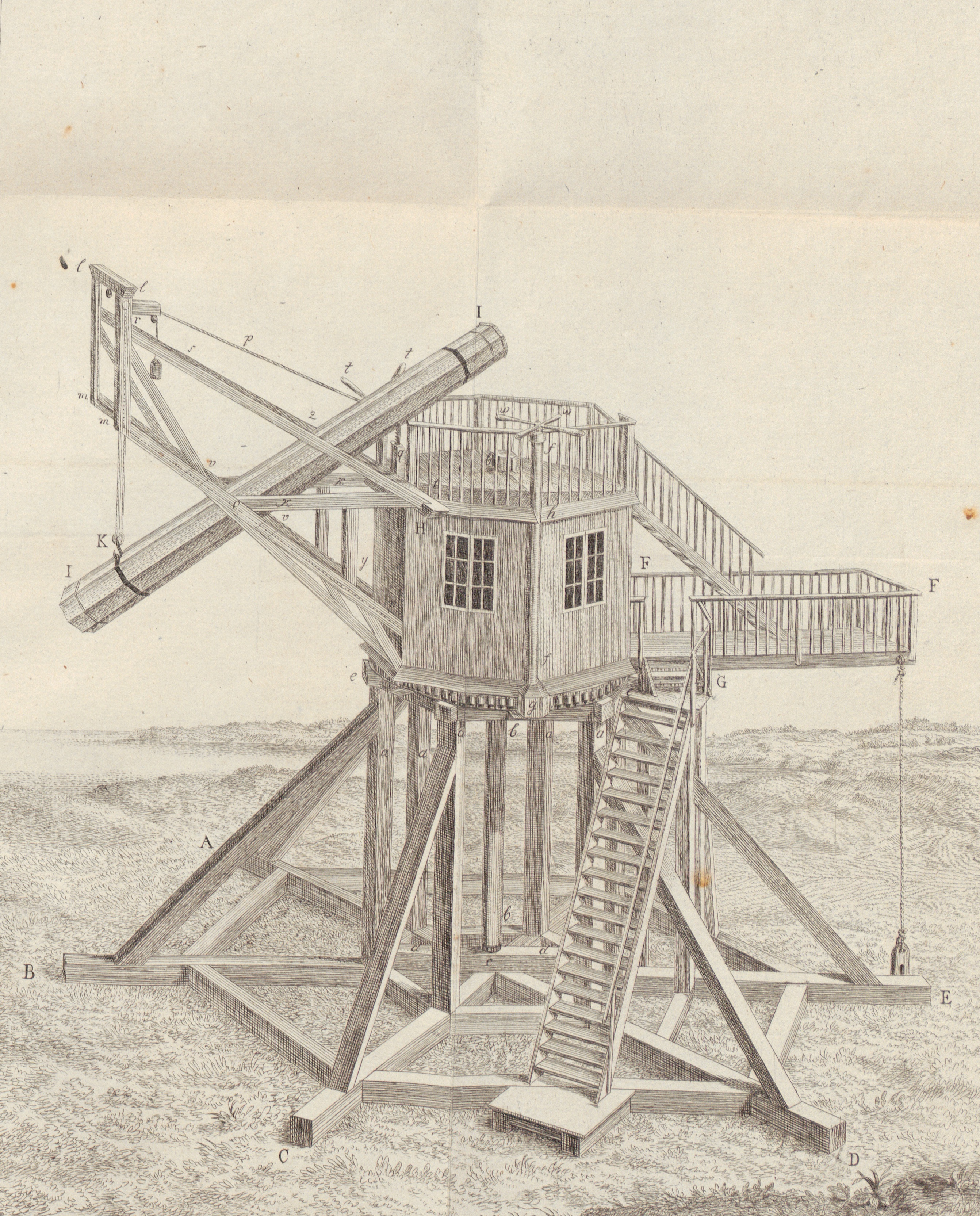
Schraders Sternwarte mit einem Spiegelteleskop von 26 Fuß Brennweite

Johann Gottlieb Friedrich Schrader (* 17. September 1763 in Salzdahlum bei Wolfenbüttel; † wahrscheinlich 1833) war ein deutscher Physiker und Chemiker. Gemeinsam mit dem Astronomen Johann Hieronymus Schroeter entwickelte er Verfahren zur Optimierung metallischer Teleskopspiegel. 

## Leben
Johann Gottlieb Friedrich Schrader studierte an den Universitäten von Kiel und Göttingen Chemie und Physik. 1790 nahm er eine unbezahlte Dozentenstelle in Kiel an. Später wurde er dort zum Professor ernannt. Er wurde durch physikalische Experimente bekannt, die er selbst finanzierte. 
Schrader interessierte sich für die Astronomie und konstruierte Spiegelteleskope nach dem Vorbild der Geräte des in England lebenden Wilhelm Herschel. 
Im April 1792 suchte er Johann Hieronymus Schroeter auf, der in Lilienthal bei Bremen die Sternwarte Lilienthal gegründet hatte. Bis zum Januar 1793 führten beide Experimente zur Optimierung von Teleskopspiegeln durch, die seinerzeit noch nicht aus Glas, sondern Metall bestanden. Die beiden entwickelten eine weißliche, spröde Legierung aus Kupfer und Zinn, der sie Arsen beimischten. Zur Erhöhung des Reflexionsvermögen dampften sie eine zusätzliche Schicht von Arsen auf. Es entstanden Teleskope mit sehr guter Abbildungsleistung. Schroeter, der seine Spiegel zuvor von Wilhelm Herschel aus England bezogen hatte, war fortan in der Lage, eigene Spiegel herzustellen, wobei ihm sein Gärtner Harm Gefken assistierte. So wurde 1794 das seinerzeit berühmte „Lilienthaler Riesenteleskop“ mit 50 cm Öffnung fertiggestellt.
Schrader ging zurück nach Kiel und fertigte ebenfalls Teleskopspiegel an und errichtete eine Sternwarte mit einem Teleskop von 26 Fuß Brennweite, welches einen Spiegel von 14 Zoll Durchmesser trug. Im April 1793 stellte er ein komplettes Teleskop mit 2,1 m Brennweite für Wilhelm Knebel, Gesandter des Königreichs Hannover am Hof von Württemberg, her. Es gelangte später in den Besitz von Johann Wolfgang von Goethe, der damit Beobachtungen des Erdmondes vornahm. Goethe wollte das Gerät wieder verkaufen, fand aber wegen des hohen Preises keinen Käufer. 1813 vermachte er es der neu gegründeten Sternwarte der Universität Jena. Es befindet sich noch heute im Besitz der Universität. 
1798 wurde er Ehrenmitglied der Russischen Akademie der Wissenschaften in Sankt Petersburg.